# Juncalinho
Juncalinho (crioll capverdià Junkalinh) és una vila a l'est de l'illa de São Nicolau a l'arxipèlag de Cap Verd. Està situada 17 kilòmetres a l'est de Ribeira Brava. L'equip de futbol local és el FC Belo Horizonte.